# Josepha Duschek
Josepha Duschek (6 mars 1754 – 8 janvier 1824) est une soprano de la période classique. Elle fut une amie de Wolfgang Amadeus Mozart, qui écrivit plusieurs arias pour elle.
Cette artiste lyrique est le plus souvent désignée sous le nom allemand précité. En tchèque, elle s'appelait Josefína Dušková ou, sous forme germanisée, Josepha Duschkova.

## Biographie
Née Hambacher à Prague, alors capitale provinciale de l'empire autrichien, le 6 mars 1754, Josepha vécut à Prague toute sa vie. Son père, Anton Adalbert Hambacher (ou Hampacher selon d'autres sources) fut un apothicaire prospère ; et sa mère, Maria Domenica Colomba, provenait de Salzbourg. La pharmacie de son père se trouvait dans la maison appelée "Zum weissen Einhorn" (La Licorne blanche). Construite dans le style baroque, elle était située dans la vieille ville, où les pharmacies fleurirent jusqu'au XXe siècle.
Dans sa jeunesse, Josepha étudia la musique auprès de František Xaver Dušek, qu'elle épousa le 21 octobre 1776.  Son époux était déjà un professeur de musique de réputation internationale.  Il était bienvenu dans les salons de musique, et son épouse et lui devinrent des hôtes notables dans leur villa Bertramka. On ne sait pas s'ils se produisirent ensemble comme musiciens, mais ils tinrent souvent des réunions musicales auxquelles de nombreuses personnes illustres participèrent.
Josepha et son mari ont eu trois enfants, Albert, Anton et Maria. En tant que trio de chanteurs, les enfants ont fait des tournées dans toute l'Europe. 
Josepha avait été auparavant l'amante du comte et mécène Christian Philipp Clam-Gallas, et elle aurait profité par la suite de cette liaison, car le comte lui versa une rente de 900 florins et contribua même à l'achat de la villa Bertramka.
Sa carrière de chanteuse fut longue et couronnée de succès ; elle donna des récitals dans de nombreuses villes, dont Prague, Vienne, Salzbourg, Dresde, Weimar, Leipzig, Varsovie et Berlin.
La chanteuse et son mari furent aussi des intimes du compositeur Ludwig van Beethoven. Lors de son séjour à Prague en 1796, ce dernier écrivit son air de concert Ah! perfido (en) (op. 65) pour elle.  Elle ne fut pas la première interprète de cet air en raison d'un autre engagement, mais l'interpréta effectivement à Prague, puis à Leipzig.
Josepha n'accepta jamais d'engagement permanent et resta toujours une chanteuse indépendante.
Elle quitta la vie publique à la mort de son mari en 1799. Elle vendit Bertramka et habita dans des appartements de plus en plus petits à Prague. À sa mort en 1824, elle était appauvrie.

## Duschek et Mozart
Duschek rencontra Mozart en 1777 lorsqu'elle visita Salzbourg, ville natale de sa mère où elle avait des parents. C'est à cette époque que Mozart composa pour elle le récitatif et l'air "Ah, lo previdi" (K. 272).
Mozart l'accompagna à un concert privé à la cour de Vienne en 1786, peu après le succès de son opéra Le nozze di Figaro.
Duschek était une amie de la famille Mozart à cette époque, mais Leopold critiqua son chant dans une lettre du 21 avril 1786 adressée à sa fille : « Comment Mme Duschek a chanté ? Je dois dire qu'elle a hurlé une aria de Naumann de façon assez étonnante, avec une expression exagérée comme avant, mais encore plus agaçante. »
En 1787, Prague réalisa une production des Nozze di Figaro. Plusieurs mélomanes pragois invitèrent Mozart à y assister ; selon le Grove Dictionary, Duschek et son mari en faisaient partie.
La même année, Mozart retourna à Prague afin de compléter et de produire son prochain opéra, Don Giovanni. Il résida alors avec les Duschek dans leur villa Bertramka à Smíchov, près de Prague. Il y résida peut-être aussi en septembre 1791 lorsqu'il acheva son opéra La clemenza di Tito.

### Composition deBella mia fiamma, addio
Lors de sa visite en 1787, Mozart écrivit l'air de concert Bella mia fiamma, addio (K. 528), daté du 3 novembre. La composition de cet air fut quelque peu inhabituelle ; l'histoire suivante est attribuée à Karl Thomas Mozart, fils du compositeur :

« Petranka [sic] est réputée être la villa où Mozart aima rester avec ses amis musiciens les Duschek lors de sa visite à Prague et où il composa plusieurs numéros de son Don Giovanni. Un pavillon est érigé au sommet d'une colline, près de la villa. Un jour, Mme Duschek y emprisonna malicieusement le grand Mozart après lui avoir fourni de l'encre, une plume et un bloc-notes et lui dit qu'il ne retrouverait sa liberté qu'après avoir composé l'aria qu'il lui avait promise sur le texte Bella mia fiamma, addio. Mozart se soumit à cette exigence, mais pour se venger du tour que Mme Duschek lui avait joué, il inséra divers passages difficiles dans l'aria et menaça son amie despotique de détruire l'aria sur-le-champ si elle n'arrivait pas à la chanter à vue sans erreur. »

Bernard Wilson commenta cette histoire en ces termes :

« L'aria elle-même semble corroborer dans une certaine mesure ce récit.  Les mots Quest' affanno, questo passo è terribile per me (mesures 27–34) sont accompagnés d'un enchevêtrement impressionnant de séquences chromatiques habilement conçu pour éprouver le sens de l'intonation de la chanteuse et ses pouvoirs d'interprétation. Mme Duschek surmonta manifestement ce passage terrible puisque l'autographe porte son nom écrit de la main même de Mozart. »

Duschek chanta cette aria et d'autres aux concerts que Mozart donna à Dresde et à Leipzig pendant sa tournée allemande (en) de 1789.

### Nature de la relation entre Mozart et la soprano
Selon Maynard Solomon, Mozart et Duschek furent amants. Les données connues ne permettent pas de l'affirmer avec certitude, et le musicologue américain Bruce Alan Brown (en) a même réfuté cette hypothèse.

## Appréciation de l'artiste
La voix de Duschek fut louée pour sa tessiture et sa souplesse. Ses admirateurs surnommaient la soprano la « Gabrielli de Bohème ». Selon le Grove Dictionary, « elle était appréciée pour la sonorité, l'étendue et la souplesse de sa voix, ses connaissances en musique et sa superbe interprétation tant des airs de bravoure que des récitatifs. »

## Culture populaire
Célèbre, cette soprano pragoise est devenue le personnage qui enquête sur un crime commis à la Cour de Versailles et traque les disciples de Loki dans le jeu Marie-Antoinette et les Disciples de Loki pour PC.